# حسن ابراهیم‌زاده معبود
دکتر حسن ابراهیم‌زاده معبود، از استادان با سابقه دانشگاه تهران در رشته زیست‌ گیاهی می‌باشد. رشته تخصصی وی فیزیولوژی گیاهی است. وی همچنین ریاست انجمن زیست‌شناسی ایران را نیز بر عهده دارد. او عضو پیوسته فرهنگستان علوم ایران است و ریاست شاخه زیست‌شناسی گروه علوم پایه فرهنگستان علوم را به عهده دارد. او در سال (۱۳۱۴) خورشیدی در لنگرود متولد شد. پس از طی تحصیلات متوسطه (از دانشسرای مقدماتی تهران) به تدریس در مدارس گیلان پرداخت. در سال (۱۳۳۶) در رشته زیست‌شناسی در دانشگاه تهران به تحصیل پرداخت. پس از اخذ مدرک کارشناسی (۱۳۳۹ ه. ش) و کارشناسی ارشد (در سال ۱۳۴۴) از دانشگاه تهران در سال (۱۳۴۳) برای تکمیل معلوماتش به فرانسه رفت و در سال‌های ۱۳۴۵ و ۱۳۴۸ مدرک کارشناسی ارشد و دکترای دولتی رشته زیست‌شناسی گیاهی را از دانشگاه پاریس اخذ کرد. او پس از مراجعت به ایران به امر تدریس پرداخت. دکتر ابراهیم‌زاده معبود در کنار تدریس و تحقیق، به عنوان رئیس دانشکده علوم دانشگاه تهران (برای دو بار) و معاون آموزشی، قائم مقام دانشگاه تهران انتخاب شد. او در سال ۱۳۸۰ درنخستین همایش چهره‌های ماندگار و در سال ۱۳۹۰ به عنوان استاد برجسته جایزه علمی علامه طباطبایی بنیاد ملی نخبگان معرفی گردید. فیلم مستندی از زندگی و آثار علمی وی با عنوان «مثل برگ» به تهیه‌کنندگی هادی حسنعلی و کارگردانی مهران فیروزبخت ساخته شده‌است.همچنین مراسم تکریمی توسط بنیاد نخبگان استان گیلان در سال 1395 با حضور جمعی از چهره های علمی و فرهنگی کشور، شاگردان ایشان و استعدادهای برتر برگزار کرد.